# Nikolas Kara

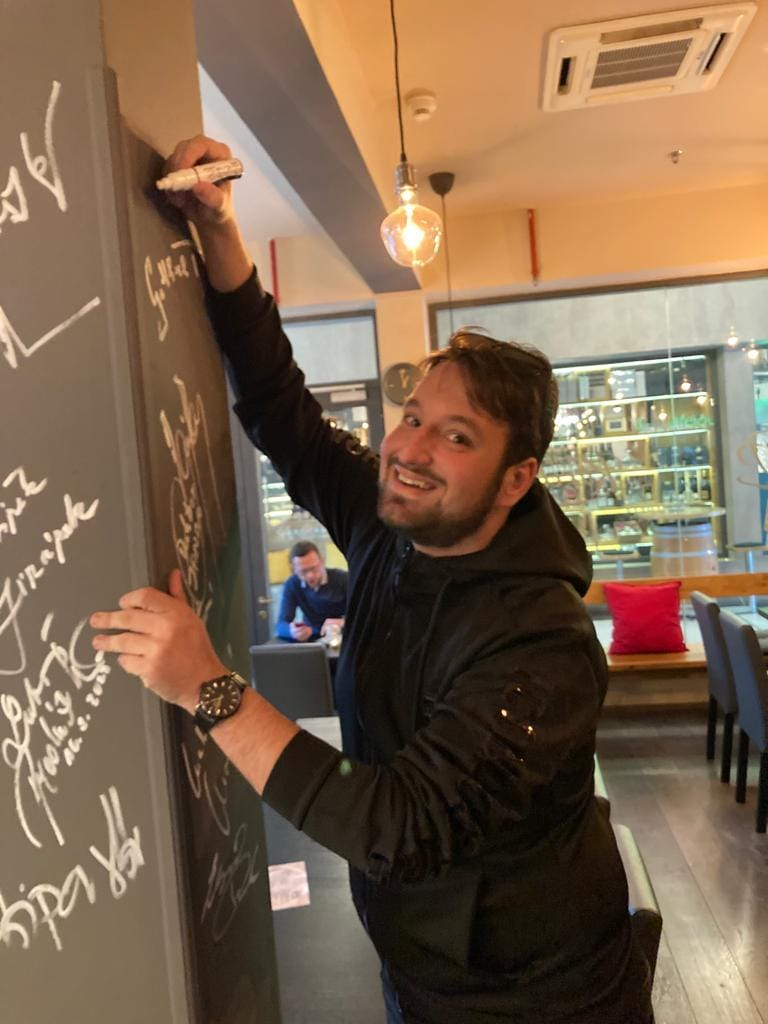
Nikolas Kara se podepisuje na zeď „slávy“ v Café Karel
Foto: František Jirásek

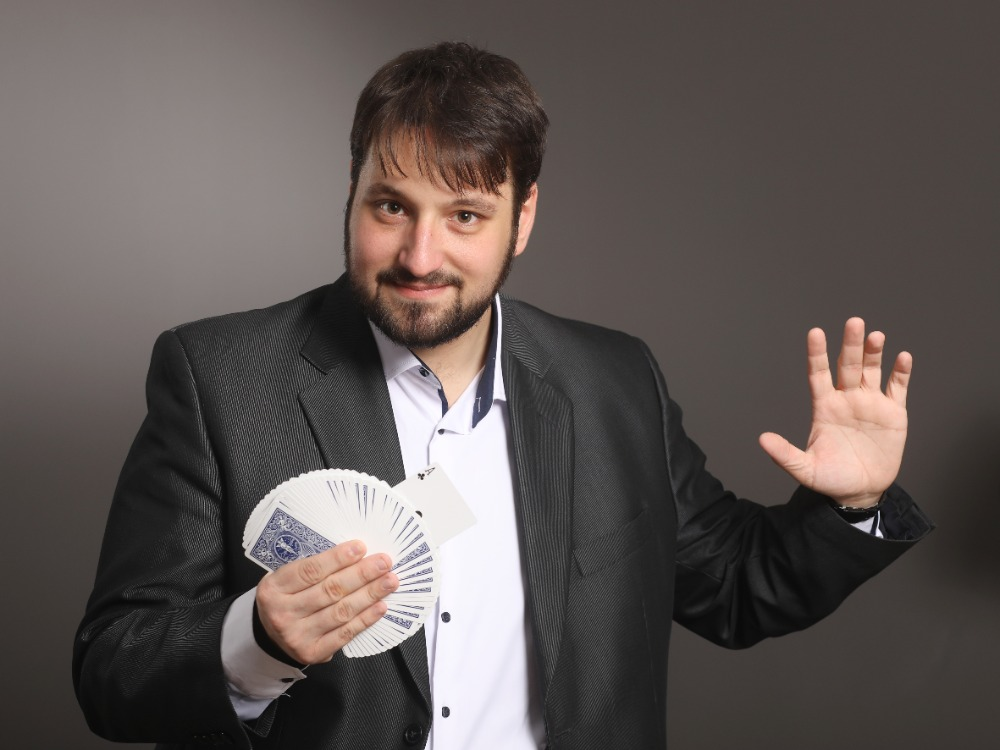

Nikolas Kara (* 10. prosince 2000 Ostrava) je český profesionální kouzelník a moderátor.
Dětství strávil na Karvinsku. Již na základní škole se začal zajímat o kouzla, když v šesti letech zhlédl v televizi v pořadu Zlatá mříž vystoupení Pavla Kožíška. V knihovně si hned půjčil knihu o kouzlech, shodou okolností byla napsaná právě Kožíškem. Byl to tedy on, kdo Nikolase Karu inspiroval a později i osobně učil na různých táborech pro děti a workshopech. Chodil na hotelovou školu v Českém Těšíně, ale již tam věděl, že svůj obor nikdy dělat nebude. Od 17 let Nikolas pravidelně vystupuje, věnuje se hlavně mikromagii, která je jeho dominantou. Moderuje různé kulturní a společenské akce, do kterých zapojuje různá kouzla. Nikolas také spolupracuje s různými umělci českého showbyznysu a měl možnost okouzlit více než 1000 diváků po celé republice. 
Spolupracuje s různými českými osobnostmi např. cukrář Josef Maršálek si jej vybral jako kmotra své knihy KYNUTÉ a také měl možnost spolupracovat s Lucií Bílou či Romanem Šebrle. 
V roce 2024 začal spolupracovat s Klubem sběratelů autogramů a rozdal více než 1000 podpisů a zmíněné autogramiády jim také začal moderovat. Pravidelně je hostem talkshow Ostravské moderátorky Vlaďky Dohnalové a spolupracuje i s ostravským imitátorem Petrem Stebnickým, se kterým vytvořil společnou show HUMOR LÉČÍ. Dlouholeté přátelství Nikolase pojí také s režisérem Zdeňkem Troškou. 
Moderátor Honza Musil si Nikolase Karu vybral do své zájezdové talkshow jako hosta a Nikolas byl také několikrát hostem Českého rozhlasu či různých podcástů např. u Moniky Štikové. V roce 2024 přijal pozvání do televizního pořadu INKOGNITO, kde ho hvězdní panelisté neuhádli. Můžete jej znát i z tisku, rádia a televize.